# Дакр, Томас, 4-й барон Дакр из Гисленда
Томас Дакр (англ. Thomas Dacre; приблизительно 1526 — приблизительно 1566) — английский аристократ, 4-й барон Дакр из Гисленда и 10-й барон Грейсток с 1563 года. 

## Биография
Томас Дакр был старшим сыном Уильяма Дакра, 3-го барона Дакра из Гисленда, и его жены Элизабет Толбот. Он родился приблизительно в 1526 году, в 1547 году в Роксбурге был посвящён в рыцари. Почти всю свою жизнь Дакр помогал своему отцу в Западных марках, но был менее заметен в этой деятельности, чем его младший брат Леонард. В 1553 году Дакр заседал в парламенте как рыцарь от графства Камберленд. После смерти отца в 1563 году он унаследовал титулы барона Дакра и барона Грейстока и обширные владения в ряде северных графств — Камберленде, Йоркшире, Нортумберленде. Джордж умер спустя три года, и за это время его ни разу не вызывали в парламент.
До 1546 года барон женился на Элизабет Невилл, дочери Ральфа Невилла, 4-го графа Уэстморленда, и Кэтрин Стаффорд. Этот брак остался бездетным. Овдовев, сэр Томас женился во второй раз — на Элизабет Лейбёрн, дочери сэра Джеймса Лейбёрна. Во втором браке родились:
- Фрэнсис[2];
- Анна (1557—1630), жена Филиппа Говарда, 20-го графа Арундела[5];
- Джордж (1562—1569), 5-й барон Дакр из Гисленда[6];
- Мэри (1563—1578), жена Томаса Говарда, 1-го графа Саффолка[7];
- Элизабет (1564- ?), жена лорда Уильяма Говарда[8].

Баронесса после смерти сэра Томаса вышла замуж за Томаса Говарда, 4-го герцога Норфолка. Её дочери вышли за сыновей герцога, своих сводных братьев.